# Rudolf Lettner
Rudolf Lettner, född 1898, död 1975, var en österrikare från Hallein i Salzburg som omkring 1926 lanserade de första metallkanterna för utförsåkning. Så kallade Lettnerkanter var en standard på de flesta alpina skidor under många år. Den första modellen bestod av 8 mm breda och 40 cm långa segment, eller lameller, som skruvades fast vid skidans glidyta genom försänkta hål på cirka 5 cm avstånd i stålsegmenten. 
Efter förbättringar lanserades Lettner-Rapid på vilka man sänkte lamellens bredd till 6 mm och längden till 20 cm. Samtidigt ökade man tjockleken från 1 mm till 1,2 mm. Detta sänkte vikten och ökade följsamheten med skidan.